# Подъёлки (Смоленская область)
Подъёлки — деревня в Вяземском районе Смоленской области России. Входит в состав Новосельского сельского поселения. Население — 5 жителей (2007). 
Расположена в восточной части области в 9 км к северо-востоку от Вязьмы, в 4 км севернее автодороги М1 «Беларусь», на берегу реки Болдань. В 0,5 км севернее деревни расположена железнодорожная станция Подъёлки на линии Москва — Минск. 

## История
В годы Великой Отечественной войны деревня была оккупирована гитлеровскими войсками в октябре 1941 года, освобождена в марте 1943 года. 